# Point Zéro (Macapá)

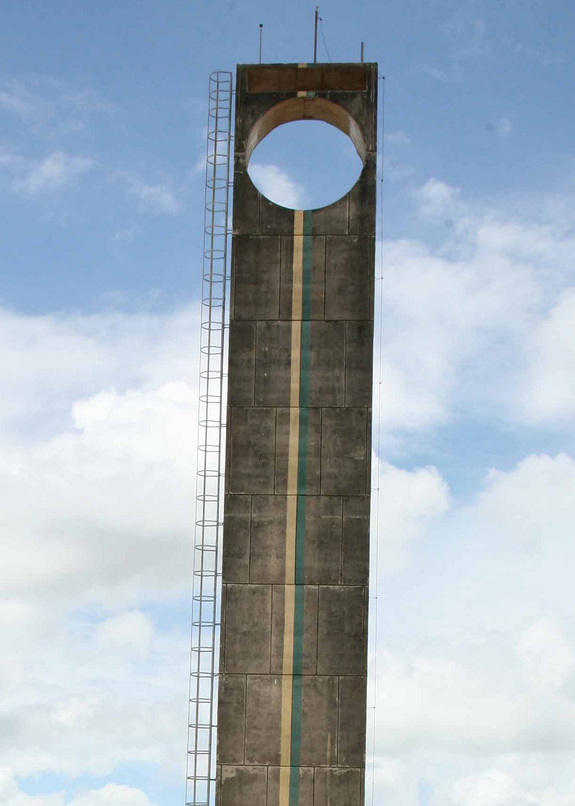
Monument Point Zéro à Macapá.

Le Point Zéro de l'équateur (en portugais : Marco Zero do Equador) est un monument situé à Macapá, capitale de l'Amapá, au Brésil. Il a été construit pour marquer le passage exact de la ligne équatoriale à travers la ville et constitue une importante attraction touristique locale. Il est inauguré en 1987.
Le Point Zéro est l'attraction touristique la plus célèbre de Macapá, avec un obélisque de 30 mètres de haut.  En mars et en septembre, lors de l'équinoxe, le soleil occupe la totalité de l'ouverture circulaire au sommet de l'obélisque, dont l'ombre est projetée sur le sol,. Les célébrations de l'équinoxe auxquelles donne lieu le monument comprennent des attractions telles que des présentations, des ateliers et des foires. Les attractions de l'équinoxe comprenaient également une démonstration de sauvetage en haute altitude par la brigade militaire de pompiers de l'État d'Amapá (pt).
Le 14 mars 2020, un projet de revitalisation du monument a été dévoilé, avec la construction d'un complexe touristique. Les travaux coûteront 6,7 millions de reais, répartis entre le gouvernement fédéral et l'État de l'Amapá.